# Androcymbium
Androcymbium är ett släkte av tidlöseväxter. Androcymbium ingår i familjen tidlöseväxter.

## Bildgalleri

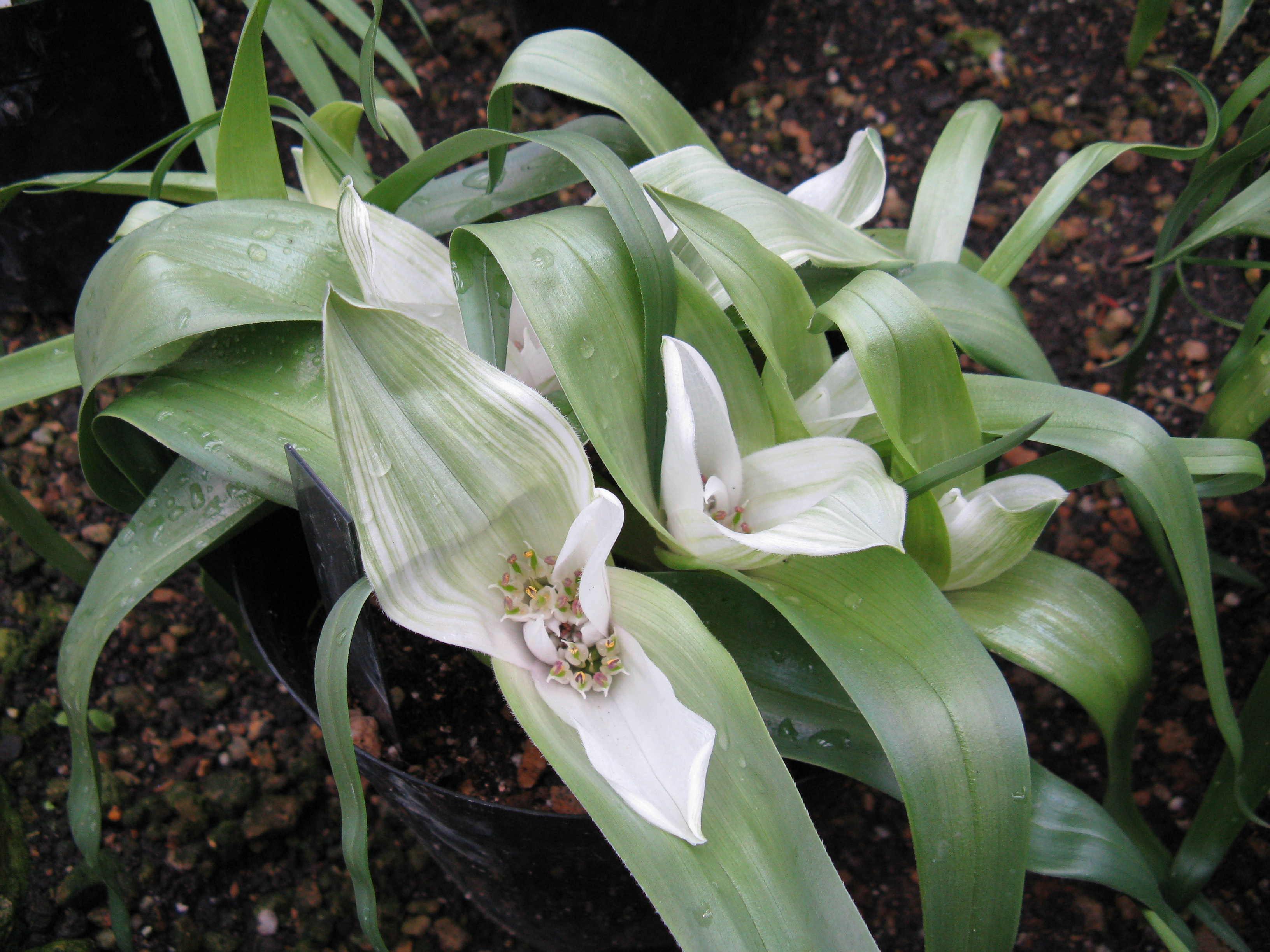
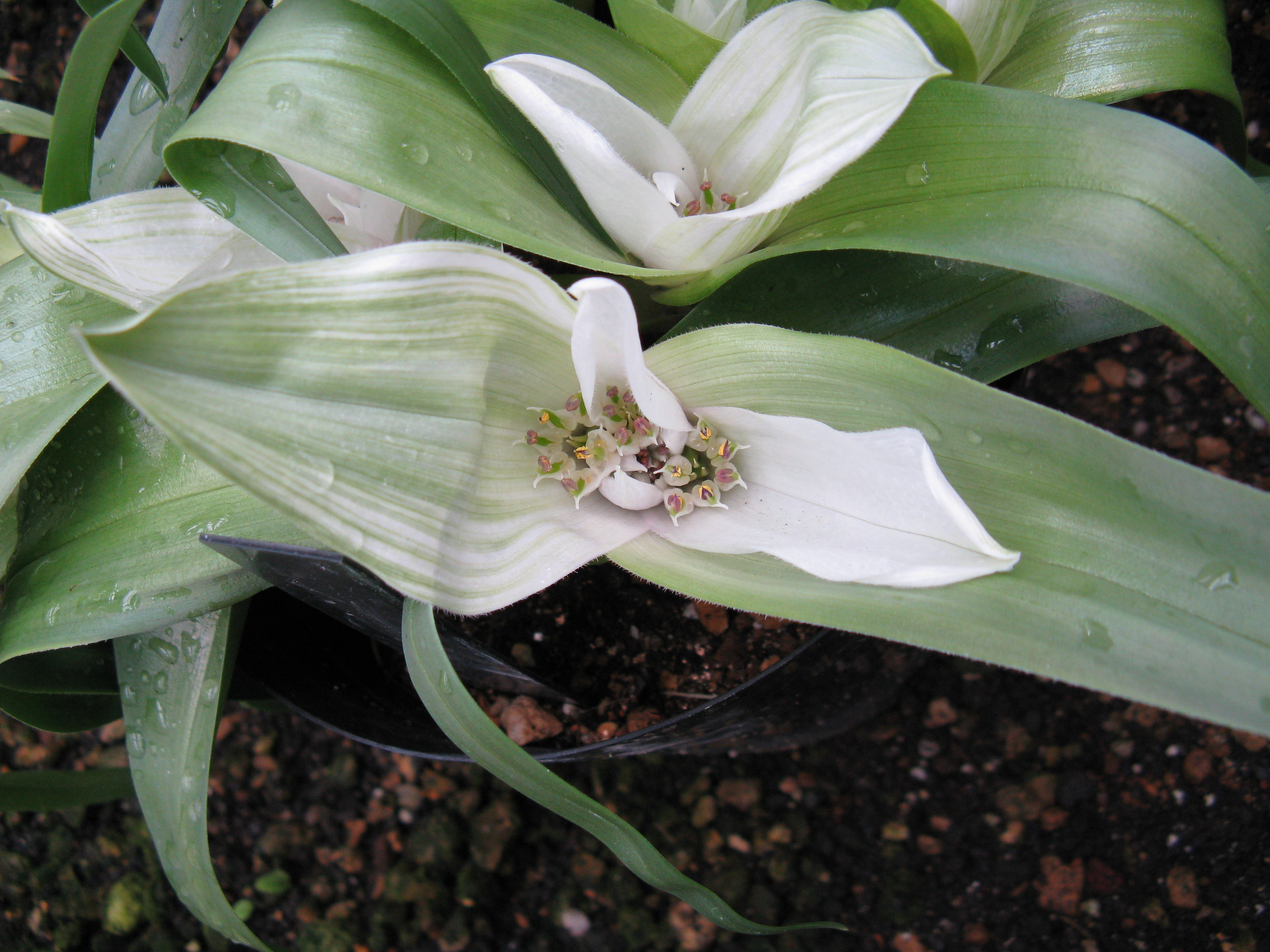
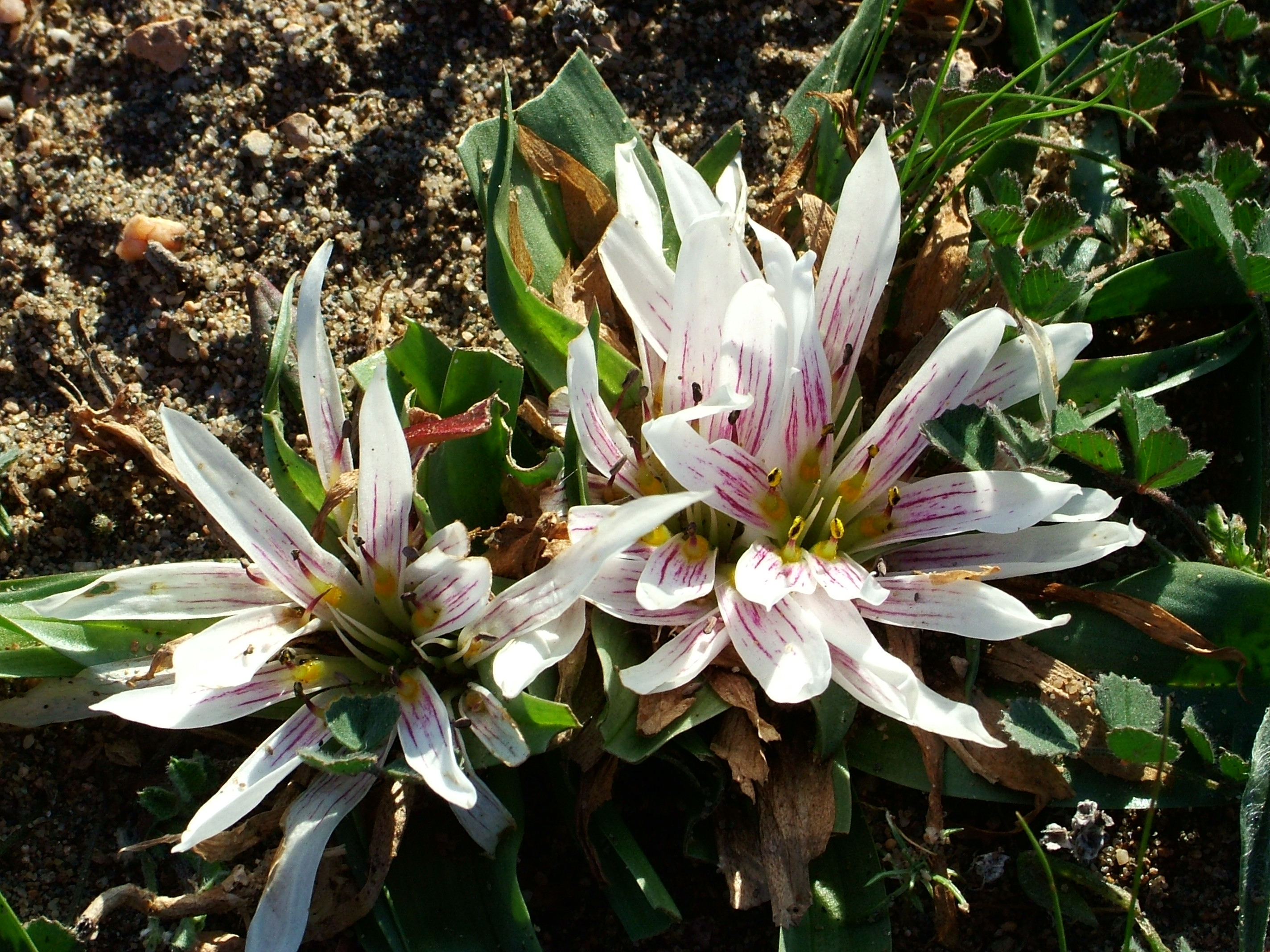
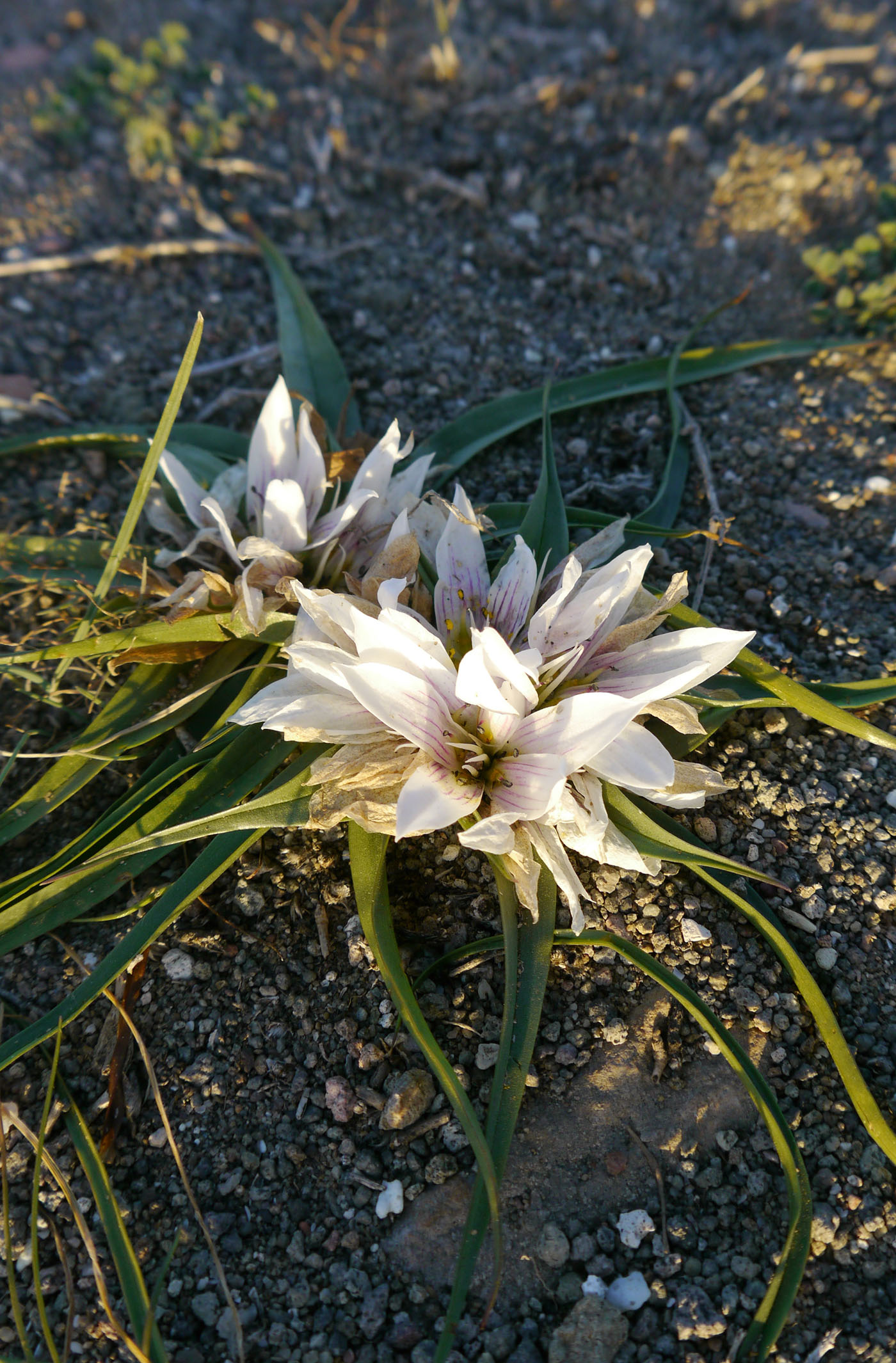
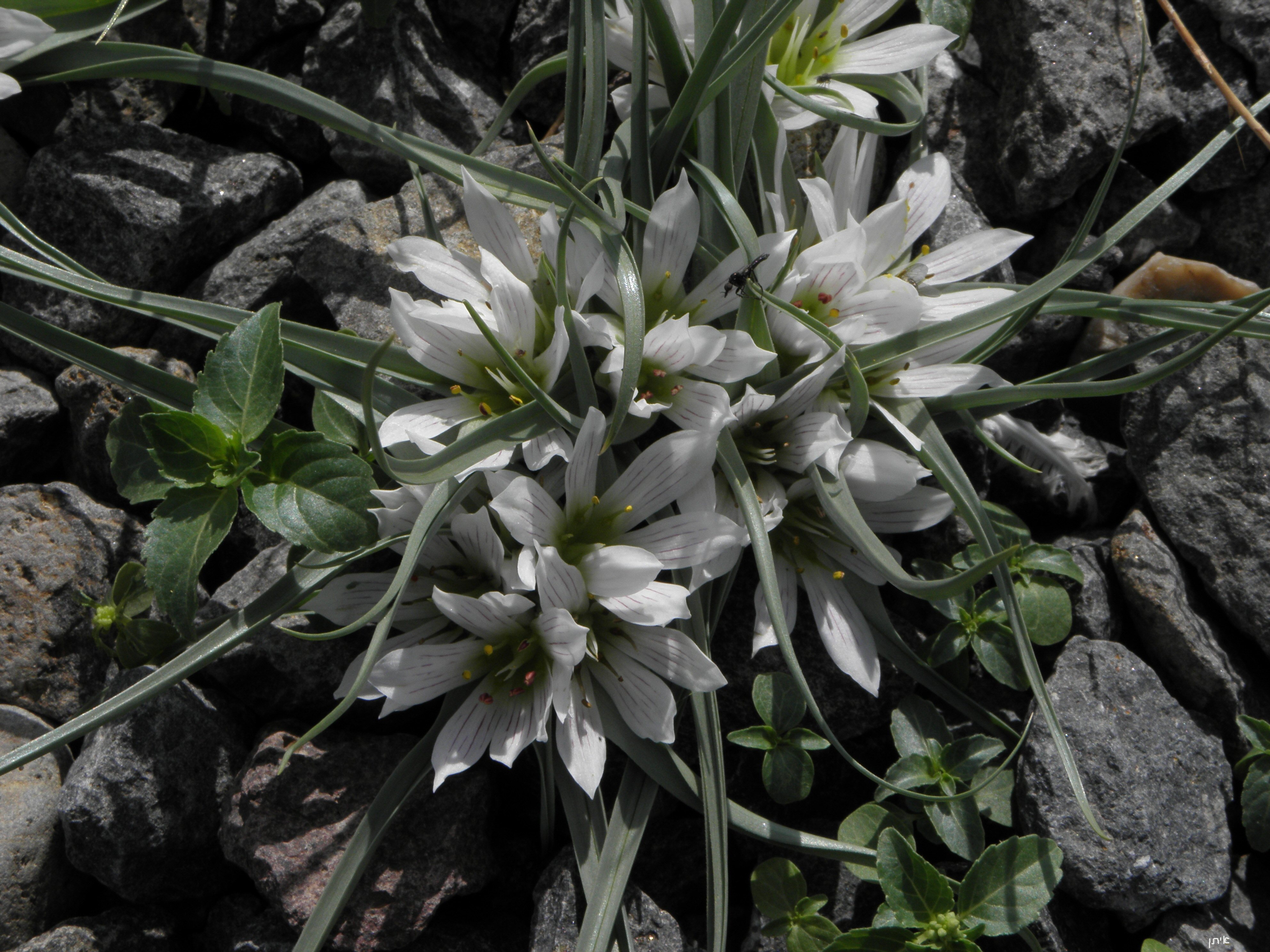

## Dottertaxa tillAndrocymbium, i alfabetisk ordning[1]
- Androcymbium albanense
- Androcymbium albomarginatum
- Androcymbium amphigaripense
- Androcymbium austrocapense
- Androcymbium bellum
- Androcymbium buchubergense
- Androcymbium burchellii
- Androcymbium burkei
- Androcymbium capense
- Androcymbium cedarbergense
- Androcymbium ciliolatum
- Androcymbium circinatum
- Androcymbium crenulatum
- Androcymbium crispum
- Androcymbium cruciatum
- Androcymbium cuspidatum
- Androcymbium decipiens
- Androcymbium dregei
- Androcymbium eghimocymbion
- Androcymbium etesionamibense
- Androcymbium eucomoides
- Androcymbium europaeum
- Androcymbium exiguum
- Androcymbium gramineum
- Androcymbium greuterocymbium
- Androcymbium hantamense
- Androcymbium henssenianum
- Androcymbium hierrense
- Androcymbium hughocymbion
- Androcymbium huntleyi
- Androcymbium irroratum
- Androcymbium karooparkense
- Androcymbium knersvlaktense
- Androcymbium kunkelianum
- Androcymbium leistneri
- Androcymbium longipes
- Androcymbium melanthioides
- Androcymbium natalense
- Androcymbium orienticapense
- Androcymbium palaestinum
- Androcymbium poeltianum
- Androcymbium praeirroratum
- Androcymbium psammophilum
- Androcymbium rechingeri
- Androcymbium roseum
- Androcymbium scabromarginatum
- Androcymbium schimperianum
- Androcymbium stirtonii
- Androcymbium striatum
- Androcymbium swazicum
- Androcymbium undulatum
- Androcymbium walteri
- Androcymbium vanjaarsveldii
- Androcymbium villosum
- Androcymbium volutare
- Androcymbium worsonense